# Армия
Вижте пояснителната страница за други значения на Армия.
Армията (или Полева армия) е военна единица във въоръжените сили на някои страни, по-голяма от корпус и дивизия и по-малка от група армии. Конкретните армии обикновено имат номер или име, за да се разграничат от общото значение на думата „армия“ като наименование на въоръжените сили на страната.